# 地下室の手記
『地下室の手記』（ちかしつのしゅき、原題：Записки из подполья）は、フョードル・ドストエフスキーの中編小説。
1864年、雑誌『エポーハ』（『世紀』）に掲載。
中村融訳や米川正夫訳では『地下生活者の手記』（ちかせいかつしゃのしゅき）、亀山郁夫訳では『新訳 地下室の記録』（しんやく ちかしつのきろく）の題で出版された。
「地下室」と「ぼた雪に寄せて」 の二部構成からなる。

## 本の概要
主人公の地下人間は、1860年代のサンクトペテルブルクに一人で住む、完全に社会から孤立した公務員である。彼は非常に冷酷で、人間性に対する希望を失っていた。遺産を相続して退職できた。小説は、地下人間が書いた複雑で矛盾した「ノート」から成り立っており、これらのノートは彼の孤独と社会的疎外の状態を説明している。
小説は二つの部分に分かれる：
1. 「地下」：この部分は、地下人間が40歳であった1860年代のサンクトペテルブルクを舞台として、彼の社会に対する敵対的な立場と独自の思想を紹介する。地下人間は自分を、病んだ悪人で、醜いと自認し、苦しみが知性から来ていると考えていた。現代社会の功利主義を軽蔑し、人々の自由意志の欲望が、利益に合うかどうかに関係なく現れると主張する。これは、彼の苦痛に対する快楽を求める行動も説明する。
2. 「雨の降る夜」：この部分は、地下人間が1840年代、24歳の時の生活を描いており、第一部の抽象的な思想の実例を示す。第一部との対比により、彼が若い頃から成熟し、皮肉的な視点に移行したことがうかがわれる。この部分では、彼のさまざまな人々との関わりと疎外感を描写している。兵士たち、旧友たち、そして売春婦との複雑な関係について触れる。

地下人間は、リザという名前の売春婦を救うために感動的なスピーチを行うが、リザが彼に対する同情と軽蔑の理由を理解した結果、彼を軽蔑し侮辱し続ける。リザは傷ついた状態で地下人間を置き去りにする。小説の終わりに、ドストエフスキーは、地下人間がこの単純な決断さえもできなかったことを明らかにし、ノートが中断された地点からはるかに多くのページが存在すると述べている

## 別訳版
- 江川卓訳「地下室の手記」-『ドストエフスキー全集 第6巻』新潮社 - 上記の別版
- 亀山郁夫訳 『新訳 地下室の記録』集英社。ISBN 978-4087734829
- 中村融訳 『地下生活者の手記』角川文庫、のちグーテンベルク21（※電子出版）
- 安岡治子訳 『地下室の手記』光文社古典新訳文庫。ISBN 978-4334751296
- 米川正夫訳「地下生活者の手記」-『ドストエーフスキイ全集 第5巻』河出書房新社、のち千歳出版（※電子出版）
- 小沼文彦訳「地下生活者の手記」-『ドストエフスキー全集 第5巻』筑摩書房

小沼訳以外は電子書籍で再刊